# خرس پدینگتون
خرس پدینگتون (به انگلیسی: Paddington Bear)، نام یک شخصیت خیالی انگلیسی در داستان‌های کودکان است که در کریسمس ۱۹۵۶ توسط مایکل باند خلق شد و نخستین کتاب آن با عنوان «خرسی به نام پدینگتون» و تصویرگری پگی فورتنام در ۱۳ اکتبر ۱۹۵۸ توسط انتشارات ویلیام کالینز و پسران (بعدتر هارپر کالینز) منتشر شد. پدینگتون یک خرس اسباب‌بازی با کلاهی بزرگ، پالتوی دافل و چمدانی رنگ و رو رفته‌است که علاقهٔ بسیاری به خوردن ساندویچ مارمالاد دارد. یک خانوادهٔ انگلیسی او را در ایستگاه پدینگتون لندن پیدا می‌کنند و به خانهٔ خود می‌برند.
کتاب‌های پدینگتون تا کنون به ۳۰ زبان ترجمه شده و بیش از ۳۰ میلیون کپی از آن در سرتاسر دنیا به فروش رفته‌است. خرس پدینگتون همچنین نخستین حضور تلویزیونی خود را در ۱۹۷۵ و در یک مجموعهٔ عروسکی انگلیسی ساخت استودیوی انیمیشن‌سازی فیلم‌فیر با نام پدینگتون تجربه کرد.